# Cissus viridescens
Cissus viridescens là một loài thực vật hai lá mầm trong họ Nho. Loài này được Ridl. miêu tả khoa học đầu tiên năm 1916.